# Antun Karagić
Antun Karagić (u mađ. dokumentima Karagity Antal)(Gara, Mađarska, 2. lipnja 1913. – Pečuh, Mađarska, 1966.) je hrvatski književnik iz Mađarske, iz Gare. Pisao je kazališne komade i novele. Pripadnik je zajednice bunjevačkih Hrvata.

## O Karagiću
Rodio se u Gari, u Bačkoj, nedaleko grada Baje.
Smatra ga se najboljim hrvatskim piscem iz mađarskog dijela Bačke do sredine 20. stoljeća.
Ondašnjim komunističkim vlastima u Mađarskoj je bio nepodobni pisac.
Bio je organizator bunjevačkih Hrvata u Antifašističkom frontu Slavena u Mađarskoj krajem drugog svjetskog rata. Te je godine Federalna Hrvatska izaslala Jurja Andrassyja radi rješavanja pitanja Bajskog trokuta, a suradnici su Andrassyju za sjeveroistočne granice Hrvatske, odnosno za područje Bajskog trokuta bili Blaško Rajić, Grga Skenderović i Vinko Žganec. Da bi se prikupilo podatke u svezi s mogućim novim razgraničenjem s Mađarskom, odnosno da bi se pomoglo uključiti Bajski trokuta u novu Jugoslaviju na osnovi gospodarskog, prometnog i etnografskog interesa, angažiralo se dobavljače podataka. Tu su bili stručnjaci i lokalci (v.). Od stručnjaka bili su tu Mihovil Katanec i Matija Evetović, Lajčo Jaramazović, Mato Škrabalo i drugi. S druge strane, od lokalaca informacije je davao Antun Karagić iz Gare. Nepovoljne političke okolnosti, sovjetsko protivljenje, nezainteresiranost jugoslavenskog državnog vrha odnosno kasnija odluka Vlade DF Jugoslavije da neće pokretati pitanje granice prema Mađarskoj ako Mađarska osigura jugoslavenskim manjinama autonomna prava u sferi kulture i obrazovanja, dovela je do toga da se pitanje tih granica više nikad nije pokretalo, a zatim kasniji sukob sa Staljinom, rezolucija Informbiroa zacementiralo je stanje. Zbog ovog je bio politički nepodobnim u Mađarskoj.
Njegova djela, objavljena i rukopisna je prikupio hrvatski etnograf iz Mađarske Đuro Franković, obradio i objavio 2003. pod imenom Kazališni komadi i novele.

## Djela
- Zloba, igrokaz iz narodnog života

## Radovi o Karagiću
- Sanja Vulić Vranković:Jezik Antuna Karagića, 2004.
- Bunjevačkohrvatski pisac Antun Karagić i njegovo djelo u kontekstu hrvatske književnosti u Bačkoj, 2005.
- Sanja Vulić Vranković:Očuvanje etniciteta (Antun Karagić, Kazališni komadi i novele, ur. Đuro Franković, Frankovics és Társa Kiadói Bt. – Croatica Kht., Pečuh – Budimpešta, 2003.), 2003.
- Sanja Vulić Vranković: Predstavljena knjiga Kazališni komadi i novele Antuna Karagića, 2004.
- Juraj Lončarević: Ante Karagić, hrvatski književnik iz Bajskog trokuta u Mađarskoj, Hrv. književna revija Marulić, br. 13/1980.

## Vanjske poveznice
- Sanja Vulić Vranković - Popis radova
- Knjiga  Arhivirana inačica izvorne stranice od 29. rujna 2007. (Wayback Machine) Hrvatski književnici u Mađarskoj]
- Članak u "Hrvatskoj riječi"  Arhivirana inačica izvorne stranice od 16. travnja 2008. (Wayback Machine) Hrvati u Mađarskoj
- Oktatási és Kulturális Minisztérium  Arhivirana inačica izvorne stranice od 1. lipnja 2010. (Wayback Machine) Okvirni program hrv. jezika i književnosti za dvojezične škole - Književnost Hrvata u Mađarskoj